# یان باروز
یان باروز (انگلیسی: Ian Barrows؛ زادهٔ ۱۴ ژانویهٔ ۱۹۹۵) قایقران قایق بادبانی اهل ایالات متحده آمریکا است.
وی در مسابقات کشوری و بین‌المللی در مجموع برندهٔ ۱ مدال طلا، ۱ مدال برنز شده است.